# Платт, Уильям
Сэр Уильям Платт (англ. William Platt; 14 июня 1885 — 28 сентября 1975) — генерал Британской армии.

## Биография
Уильям Платт родился в 1885 году в Бруклендсе, Чешир. Окончил Королевское военное училище в Сандхёрсте, с 1908 по 1914 годы служил в Индии на Северо-Западной границе, к 1914 году продвинулся до капитана.
Во время Первой мировой войны Уильям Платт воевал во Франции и в Бельгии, после войны продолжал военную карьеру, и в 1938 году стал генерал-майором.
С 1938 по 1941 годы Платт возглавлял Силы обороны Судана. В 1941 году он командовал силами, вторгшимися со стороны Судана в Итальянскую Восточную Африку в ходе Восточноафриканской кампании. После занятия 18 января 1941 года брошенного железнодорожного узла Кассала в Судане войска Плетта вошли в Эритрею и 28 января взяли Акордат. В районе Кэрэна британские войска наткнулись на сильное итальянское сопротивление, и с 3 марта по 1 апреля силы Плетта внесли важный вклад в британскую победу в ходе Кэрэнского сражения. 8 апреля был взят Массауа, и силы Плетта двинулись к горе Амба-Алаге. После того, как силы Плетта, наступавшие из Судана, встретились у Амба-Алаге с силами Каннингема, наступавшими из Кении, они 3 мая атаковали окопавшиеся под Амба-Алаге крупные итальянские силы под командованием Амадея Савойского. 18 мая итальянцы капитулировали, и Восточноафриканская кампания завершилась.
В 1941 году Уильям Платт был произведён в генерал-лейтенанты, в 1943 году — в полные генералы. С 1941 по 1945 годы Платт возглавлял Восточноафриканское командование. В апреле 1945 года вышел в отставку.